# Simontornya

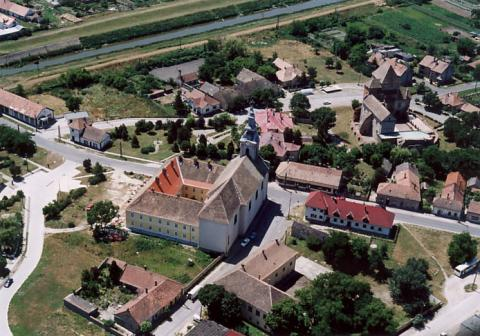
Flygfoto av Simontornya

Simontornya är en mindre stad i provinsen Tolna i centrala Ungern. Simontornya hade år 2001 totalt 4 606 invånare och tillhör distriktet Tamási.